# Fenelón de la Quintana
Fenelón de la Quintana fue un político jujeño que se desempeñó como legislador provincial, diputado nacional y gobernador de la provincia de Jujuy.

## Biografía
Fenelón de la Quintana nació en San Salvador de Jujuy el 15 de noviembre de 1828, hijo del juez y legislador Manuel Rosa de la Quintana y de Serapia Echeverría Sánchez de Bustamante. Su hermano Emilio Quintana fue gobernador provisional de la provincia entre el 6 de noviembre de 1870 y el 2 de enero de 1871.
Tras efectuar sus primeros estudios en su ciudad natal, pasó a la Universidad de Sucre donde cursó los primeros dos años de la carrera de abogacía.
De regreso en su provincia, se sumó a la actividad política local y fue elegido diputado por el departamento Capital por el período 1873 a 1876. 
Fue miembro de la Corporación Municipal en 1877 y vocal del Superior Tribunal de Justicia en 1878.
Durante la crisis por la sucesión del gobernador Cástulo Aparicio tomó partido contra su sucesor Martín Torino, participando del movimiento del 12 de mayo y luchando en el combate de Chorrillos del 1 de junio en que los revolucionarios fueron vencidos por el ministro del gobernador José María Orihuela Morón, asilándose en la ciudad de Salta. Participó también de la exitosa revolución de septiembre de 1879, y acéfala la provincia una asamblea lo eligió gobernador provisional el 3 de octubre de ese año. 
Tras hacerse cargo del mando despachó tropas a la Puna para pacificar el territorio y dispersar a las milicias que apoyaban al gobernador depuesto, quien se había refugiado en la provincia de Salta.
Habiendo decretado la ilegalidad de la anterior legislatura a raíz de ser el resultado de la destitución de la mayoría de sus diputados, y, consiguientemente, de todas sus resoluciones posteriores, Quintana convocó a nuevas elecciones de diputados y una vez restaurada la Legislatura provincial, el 9 de noviembre entregó el mando a su nuevo presidente Cosme Orias, designado gobernador interino. Decretada la intervención, se hicieron cargo sucesivamente Uladislao Frías y Vicente Saravia, y fracasados los intentos de conciliar a los partidos asumió el gobierno Plácido Sánchez de Bustamante el 1 de abril de 1880.
Fenelón de la Quintana fue elegido diputado a la Legislatura por Cochinoca (1880 a 1882 y 1883 a 1887) y por Perico del Carmen entre 1888 y 1890, año en que renunció a su banca. 
En los años 1880, 1881 y 1886 había actuado como presidente de la Legislatura y en 1882 había sido simultáneamente electo Diputado Nacional por Jujuy. 
Falleció el 10 de diciembre de 1895. Estaba casado con Virginia Soto Quintana.
Su hijo Fenelón Quintana fue gobernador de Jujuy entre 1932 y 1934, y nuevamente entre 1942 y 1943.